# Boughton under Blean
Boughton under Blean är en ort och civil parish i grevskapet Kent i sydöstra England. Orten ligger i distriktet Swale, mellan Canterbury och Faversham. Tätorten (built-up area) hade 2 273 invånare vid folkräkningen år 2021.